# Ménil-de-Senones
Ménil-de-Senones è un comune francese di 145 abitanti situato nel dipartimento dei Vosgi nella regione del Grand Est.

## Società

### Evoluzione demografica
Abitanti censiti